# Governatori generali di Terranova
Quello che segue è un elenco dei governatori e luogotenenti governatori di Terranova e poi di Terranova e Labrador. L'attuale incarico di Luogotenente Governatore è entrato in vigore dopo l'ingresso della provincia nella Confederazione canadese nel 1949 e si pone in continuità con il governatorato stabilito su Terranova nel 1610.

## Governatori proprietari di Terranova, 1610–1728
| Governatori sotto Giacomo I (1610–1625):        |  |                                       |                |      |      |
|                                                 |  | John Guy                              | Cuper's Cove   | 1610 | 1614 |
|                                                 |  | John Mason                            | Cuper's Cove   | 1615 | 1621 |
|                                                 |  | Robert Hayman                         | Bristol's Hope | 1618 | 1628 |
|                                                 |  | Sir Richard Whitbourne                | Renews         | 1618 | 1620 |
|                                                 |  | Sir Francis Tanfield                  | South Falkland | 1623 | 1626 |
|                                                 |  | Edward Wynne                          | Ferryland      | 1621 | 1625 |
| Governatori sotto Carlo I (1625–1649):          |  |                                       |                |      |      |
|                                                 |  | Sir Arthur Aston                      | Avalon         | 1625 | 1627 |
|                                                 |  | George Calvert, I barone Baltimore    | Avalon         | 1627 | 1629 |
|                                                 |  | Cecilius Calvert, II barone Baltimore | Avalon         | 1629 | 1632 |
|                                                 |  | William Hill                          | Avalon         | 1634 | 1638 |
| 1                                               |  | Sir David Kirke                       | Terranova      | 1638 | →    |
| Governatori sotto Oliver Cromwell (1649–1658):  |  |                                       |                |      |      |
| 1                                               |  | cont...                               |                | ←    | 1651 |
| 2                                               |  | John Treworgie                        | Newfoundland   | 1653 | →    |
| Governatori sotto Richard Cromwell (1658–1660): |  |                                       |                |      |      |
| 2                                               |  | cont...                               |                | ←    | →    |
| Governatori sotto Carlo II (1660):              |  |                                       |                |      |      |
| 2                                               |  | cont...                               |                | ←    | 1660 |

## Governatori di Plaisance, 1655–1713
| #                                        | Immagine | Nome                                      | Inizio incarico | Fine incarico |
| ---------------------------------------- | -------- | ----------------------------------------- | --------------- | ------------- |
| Governatori sotto Luigi XIV (1655–1713): |          |                                           |                 |               |
|                                          |          | Sieur de Kéréon                           | 1655            | 1660          |
|                                          |          | Nicolas Gargot de la Rochette             | 1660            | 1662          |
|                                          |          | Thalour Du Perron                         | 1662            | 1663          |
|                                          |          | Lafontaine Bellot                         | 1664            | 1667          |
|                                          |          | Sieur de la Palme                         | 1667            | 1670          |
|                                          |          | Sieur de la Poippe                        | 1670            | 1684          |
|                                          |          | Antoine Parat                             | 1685            | 1690          |
|                                          |          | Louis de Pastour de Costebelle            | 1690            | 1691          |
|                                          |          | Jacques-François de Monbeton de Brouillan | 1690            | 1701          |
|                                          |          | Joseph de Monic                           | 1697            | 1702          |
|                                          |          | Daniel d'Auger de Subercase               | 1702            | 1706          |
|                                          |          | Philippe Pastour de Costebelle            | 1706            | 1713          |

## Luogotenenti Governatori di Placentia, 1713–1770
| # | Immagine | Nome                         | Inizio incarico | Fine incarico |
| --- | -------- | ---------------------------- | --------------- | ------------- |
| Lieutenant-Governors under George I (1713–1727) (soggetto al Governatore della Nuova Scozia e Placentia): |          |                              |                 |               |
| 1 |          | John Moody (governatore)     | 1714            | 1717          |
| 2 |          | Martin Purcell (governatore) | 1717            | 1717          |
| 3 |          | Samuel Gledhill              | 1717            | 1729          |
| Luogotenenti Governatori sotto Giorgio II (1727–1760):                                                    |          |                              |                 |               |
| 1 |          | Henry Cope                   | 1736            | ?1742         |
| 1 |          | Otho Hamilton                | 1744            | c.1764        |
| 1 |          | Joseph Goreham               | 1770            |               |

## Commodori Governatori di Terranova, 1729–1825
| #                                          | Immagine | Nome                                                    | Inizio incarico | Fine incarico |
| ------------------------------------------ | -------- | ------------------------------------------------------- | --------------- | ------------- |
| Governatori sotto Giorgio II (1729–1760):  |          |                                                         |                 |               |
| 3                                          |          | Henry Osborn                                            | 1729            | 1730          |
| 4                                          |          | George Clinton                                          | 1731            | 1731          |
| 5                                          |          | Edward Falkingham                                       | 1732            | 1732          |
| 6                                          |          | Robert MacCarty, visconte Muskerry                      | 1733            | 1734          |
| 7                                          |          | FitzRoy Henry Lee                                       | 1735            | 1737          |
| 8                                          |          | Philip Vanbrugh                                         | 1738            | 1738          |
| 9                                          |          | Henry Medley                                            | 1739            | 1740          |
| 10                                         |          | Thomas Smith                                            | 1741            | 1741          |
| 11                                         |          | John Byng                                               | 1742            | 1742          |
| 10                                         |          | Thomas Smith (second time)                              | 1743            | 1743          |
| 12                                         |          | Sir Charles Hardy                                       | 1744            | 1744          |
| 13                                         |          | Richard Edwards                                         | 1745            | 1745          |
| 14                                         |          | Sir James Douglas, I baronetto                          | 1746            | 1746          |
| 15                                         |          | John Bradstreet                                         | 1747            | 1747          |
| 15                                         |          | Charles Watson                                          | 1748            | 1748          |
| 16                                         |          | George Brydges Rodney                                   | 1749            | 1749          |
| 17                                         |          | Francis William Drake                                   | 1750            | 1752          |
| 18                                         |          | Hugh Bonfoy                                             | 1753            | 1754          |
| 19                                         |          | Richard Dorrill                                         | 1755            | 1756          |
| 20                                         |          | Richard Edwards                                         | 1757            | 1759          |
| 21                                         |          | James Webb                                              | 1760            | →             |
| Governatori sotto Giorgio III (1760–1820): |          |                                                         |                 |               |
| 21                                         |          | cont...                                                 | ←               | 1760          |
| 22                                         |          | Thomas Graves                                           | 1761            | 1763          |
| 23                                         |          | Sir Hugh Palliser                                       | 1764            | 1768          |
| 24                                         |          | John Byron                                              | 1769            | 1771          |
| 25                                         |          | Molyneux Shuldham                                       | 1772            | 1774          |
| 26                                         |          | Robert Duff                                             | 1775            | 1775          |
| 27                                         |          | John Montagu                                            | 1776            | 1778          |
| 28                                         |          | Richard Edwards                                         | 1779            | 1781          |
| 29                                         |          | John Campbell                                           | 1782            | 1785          |
| 30                                         |          | John Elliot                                             | 1786            | 1788          |
| 31                                         |          | Mark Milbanke                                           | 1789            | 1791          |
| 32                                         |          | Sir Sir Richard King, I baronetto                       | 1792            | 1793          |
| 33                                         |          | Sir James Wallace                                       | 1794            | 1796          |
| 34                                         |          | William Waldegrave                                      | 1797            | 1799          |
| 35                                         |          | Sir Sir Charles Pole, I baronetto                       | 1800            | 1801          |
| 36                                         |          | James Gambier                                           | 1802            | 1803          |
| 37                                         |          | Sir Erasmus Gower                                       | 1804            | 1806          |
| 38                                         |          | John Holloway                                           | 1807            | 1809          |
| 39                                         |          | Sir John Duckworth, I baronetto                         | 1810            | 1812          |
| 40                                         |          | Sir Richard Goodwin Keats                               | 1813            | 1816          |
| 41                                         |          | Francis Pickmore                                        | 1817            | 1818          |
| 42                                         |          | Sir Charles Hamilton, II baronetto, di Trebinshun House | 1818            | →             |
| Governatori sotto Giorgio IV (1820–1825):  |          |                                                         |                 |               |
| 42                                         |          | cont...                                                 | ←               | 1825          |

## Governatori civili di Terranova, 1825–1855
| Governatori sotto Giorgio IV (1825–1830):         |  |                                       |      |      |
| 43                                                |  | Sir Thomas John Cochrane              | 1825 | →    |
| Governors under William IV (1830–1837):           |  |                                       |      |      |
| 43                                                |  | cont...                               | ←    | 1834 |
| 44                                                |  | Sir Henry Prescott                    | 1834 | →    |
| Governatori sotto la regina Vittoria (1837–1855): |  |                                       |      |      |
| 44                                                |  | cont...                               | ←    | 1841 |
| 45                                                |  | Sir John Harvey                       | 1841 | 1846 |
|                                                   |  | Robert Law (amministratore coloniale) | 1846 | 1847 |
| 46                                                |  | Sir John Le Marchant                  | 1847 | 1852 |
| 47                                                |  | Ker Baillie-Hamilton                  | 1852 | 1855 |

## Governatori coloniali di Newfoundland, 1855–1907
| #                                                 | Immagine | Nome                                  | Inizio incarico | Fine incarico |
| ------------------------------------------------- | -------- | ------------------------------------- | --------------- | ------------- |
| Governatori sotto la regina Vittoria (1855–1901): |          |                                       |                 |               |
| 48                                                |          | Sir Charles Henry Darling             | 1855            | 1857          |
| 49                                                |          | Sir Alexander Bannerman               | 1857            | 1864          |
| 50                                                |          | Sir Anthony Musgrave                  | 1864            | 1869          |
| 51                                                |          | Sir Stephen John Hill                 | 1869            | 1876          |
| 52                                                |          | Sir John Hawley Glover                | 1876            | 1881          |
| 53                                                |          | Sir Henry Berkeley Fitzhardinge Maxse | 1881            | 1883          |
| 52                                                |          | Sir John Hawley Glover (2ª volta)     | 1883            | 1885          |
| 54                                                |          | Sir William Des Vœux                  | 1886            | 1887          |
| 55                                                |          | Sir Henry Arthur Blake                | 1887            | 1889          |
| 56                                                |          | Sir John Terence Nicholls O'Brien     | 1889            | 1895          |
| 57                                                |          | Sir Herbert Harley Murray             | 1895            | 1898          |
| 58                                                |          | Sir Henry Edward McCallum             | 1898            | →             |
| Governatori sotto Edoardo VII (1901–1907):        |          |                                       |                 |               |
| 58                                                |          | cont...                               | ←               | 1901          |
| 59                                                |          | Sir Charles Cavendish Boyle           | 1901            | 1904          |
| 60                                                |          | Sir William MacGregor                 | 1904            | 1907          |

## Governatori del dominion di Terranova, 1907–1934
| #                                          | Immagine | Nome                             | Inizio incarico | Fine incarica |
| ------------------------------------------ | -------- | -------------------------------- | --------------- | ------------- |
| Governatori sotto Edoardo VII (1907–1910): |          |                                  |                 |               |
| 60                                         |          | Sir William MacGregor (continua) | 1907            | 1909          |
| 61                                         |          | Sir Ralph Champneys Williams     | 1909            | →             |
| Governatori sotto Giorgio V (1910–1934):   |          |                                  |                 |               |
| 61                                         |          | cont...                          | ←               | 1913          |
| 62                                         |          | Sir Walter Edward Davidson       | 1913            | 1917          |
| 63                                         |          | Sir Charles Alexander Harris     | 1917            | 1922          |
| 64                                         |          | Sir William Allardyce            | 1922            | 1928          |
| 65                                         |          | Sir John Middleton               | 1928            | 1932          |
| 66                                         |          | Sir David Murray Anderson        | 1933            | 1934          |

## Commissione di governatori di Terranova, 1934–1949
| #                                         | Immagine | Nome                                   | Inizio incarico | Fine incarico |
| ----------------------------------------- | -------- | -------------------------------------- | --------------- | ------------- |
| Governatori sotto Giorgio V (1934–1936):  |          |                                        |                 |               |
| 66                                        |          | Sir David Murray Anderson (continuato) | 1934            | 1935          |
| 67                                        |          | Sir Humphrey T. Walwyn                 | 1936            | →             |
| Governatori sotto Edoardo VIII (1936):    |          |                                        |                 |               |
| 67                                        |          | cont...                                | ←               | →             |
| Governatori sotto Giorgio VI (1936–1949): |          |                                        |                 |               |
| 67                                        |          | cont...                                | ←               | 1946          |
| 68                                        |          | Gordon MacDonald                       | 1946            | 1949          |

## Luogotenenti governatori di Terranova, 1949–1999
| #                                            | Immagine | Nome                        | Inizio incarico | Fine incarico |
| -------------------------------------------- | -------- | --------------------------- | --------------- | ------------- |
| Governatori sotto Giorgio VI (1949–1952):    |          |                             |                 |               |
| 69                                           |          | Sir Albert Walsh            | 1949            | 1949          |
| 70                                           |          | Sir Leonard Outerbridge     | 1949            | →             |
| Governatori sotto Elisabetta II (1952–1999): |          |                             |                 |               |
| 70                                           |          | cont...                     | ←               | 1957          |
| 71                                           |          | Campbell Leonard Macpherson | 1957            | 1963          |
| 72                                           |          | Fabian O'Dea                | 1963            | 1969          |
| 73                                           |          | Ewart John Arlington Harnum | 1969            | 1974          |
| 74                                           |          | Gordon Arnaud Winter        | 1974            | 1981          |
| 75                                           |          | William Anthony Paddon      | 1981            | 1986          |
| 76                                           |          | James McGrath               | 1986            | 1991          |
| 77                                           |          | Frederick Russell           | 1991            | 1997          |
| 78                                           |          | Arthur Maxwell House        | 1997            | 1999          |

## Luogotenenti governatori di Terranova e Labrador, 1999–oggi
| #                                            | Immagine | Nome                 | Inizio incarico | Fine incarico |
| -------------------------------------------- | -------- | -------------------- | --------------- | ------------- |
| Governatori sotto Elisabetta II (1999–oggi): |          |                      |                 |               |
| 78                                           |          | Arthur Maxwell House | 1999            | 2002          |
| 79                                           |          | Edward Roberts       | 2002            | 2008          |
| 80                                           |          | John Crosbie         | 2008            | 2013          |
| 81                                           |          | Frank Fagan          | 2013            | 2018          |
| 82                                           |          | Judy Foote           | 2018            | in corso      |